# Irische Badmintonmeisterschaft 1999
Die Irische Badmintonmeisterschaft 1999 fand am 6. und 7. Februar 1999 in Dublin statt.

## Sieger und Finalisten
| Disziplin    | Gold                         | Silber                          |
| ------------ | ---------------------------- | ------------------------------- |
| Herreneinzel | Michael Watt                 | Niall Tierney                   |
| Dameneinzel  | Sonya McGinn                 | Elaine Kiely                    |
| Herrendoppel | Mark Peard Donal O’Halloran  | Bruce Topping Mark Topping      |
| Damendoppel  | Sonya McGinn Keelin Fox      | Claire Henderson Jayne Plunkett |
| Mixed        | Bruce Topping Jayne Plunkett | Donal O’Halloran Elaine Kiely   |